# Gonocrypta
Gonocrypta là chi thực vật có hoa trong họ Apocynaceae.